# سارا جین دیاز
سارا جین دیاز (به انگلیسی: Sarah-Jane Dias) (زاده ۳ دسامبر ۱۹۸۲) بازیگر، موسیقی‌دان هندی است.
از فیلم‌هایی که وی در آن نقش داشته است می‌توان به بازی، چقدر باحال هستیم ۲، خانه نایب الملک، الهه‌های عصبانی هند، اوه تو و پنجه اشاره کرد.